# Port Canaveral
Port Canaveral ist ein Seehafen im US-amerikanischen Bundesstaat Florida. Neben dem Hafen von Miami gilt er als zweitgrößter Kreuzfahrthafen der Welt. Der Hafen hatte im Jahr 2010 einen Passagierdurchlauf von 2,7 Millionen Passagieren. Darüber hinaus wird Port Canaveral auch für den Güterumschlag und als Marinestützpunkt genutzt. Der Hafen führt den UN/LOCODE USPCV.

## Geografie
Der Tiefwasserhafen Port Canaveral liegt auf Merritt Island, einer Insel im Brevard County an der Ostküste Floridas in der Bucht von Canaveral. Die Hafeneinfahrt für Seeschiffe hat eine Länge von etwa 13 Kilometern und eine Fahrwassertiefe von bis zu 12,5 Metern. Nördlich des Hafens befindet sich die Cape Canaveral Air Force Station und das Kennedy Space Center.

## Geschichte
Die Bestrebungen, auf Merritt Island einen Hafen anzulegen, gehen bis in das Jahr 1878 zurück, als die United States Navy eine entsprechende Anfrage in den Kongress der Vereinigten Staaten einbrachte. Das Vorhaben wurde jedoch erst 1929 gestattet. Die Bauarbeiten begannen 1951 und am 4. November 1953 wurde der für militärische und zivile Zwecke konzipierte Hafen eröffnet. Der erste Industriezweig, der sich im Hafengebiet ansiedelte, war der kommerzielle Fischfang. In den 1960er Jahren wurden hauptsächlich Öl, Papierprodukte und Orangensaft verladen. 1966 wurden bereits eine Million Tonnen Fracht umgeschlagen; der Anteil an Erdölprodukten lag bei etwa 93 %.
Der Kreuzfahrtbetrieb begann in den frühen 1970er Jahren. Das erste Kreuzfahrtterminal wurde 1982 eröffnet und die SS Scandinavian Sea war das erste Passagierschiff, das in Port Canaveral stationiert wurde. Der Hafen dient mehreren Reedereien als Ausgangspunkt für Kreuzfahrten, darunter Carnival Cruise Lines, Disney Cruise Line, Norwegian Cruise Line und Royal Caribbean International.
Mit dem Beginn der Weltraummissionen vom nahegelegenen Kennedy Space Center stieg auch die Bedeutung des Hafens. Um große Raketenteile über den Hafen zum Kennedy Space Center zu transportieren, wurde 1965 die Canaveral Schleuse in Betrieb genommen, die das Hafenbecken mit dem Banana River verbindet. Während des Space-Shuttle-Programms wurde der externe Tank nach Port Canaveral gebracht und auch der Rücktransport der Feststoffraketen, die während der Startphase über dem Atlantik abgeworfen und wieder geborgen wurden, erfolgte über den militärischen Teil des Hafengeländes.